# Plagionotus bartholomei
Plagionotus bartholomei là một loài bọ cánh cứng trong họ Cerambycidae.